# Tentativa de lovitură de stat din Georgia din 1920
Lovitura de stat din Georgia din mai 1920 a fost o încercare nereușită a bolșevicilor de a prelua puterea în Republica Democrată Georgia. Bazându-se pe sprijinul sperat al Armatei a 11-a a Rusiei Sovietice care invadase statul vecin Azerbaidjan, bolșevicii au încercat să preia controlul asupra unei școli militare și a birourilor guvernamentale din capitala georgiană Tiflis pe 3 mai 1920. Guvernul georgian a înăbușit tulburările din Tiflis și și-a concentrat forțele la granița azero-georgiană pentru a bloca cu succes înaintarea trupelor ruse. Rezistența georgiană, combinată cu un război dificil cu Polonia, i-a convins pe conducătorii bolșevici ai Rusiei să amâne planurile pentru sovietizarea Georgiei și să recunoască Georgia ca stat independent prin Tratatul de la Moscova din 7 mai 1920.

## Context
După eșecul lor de a-și asigura controlul asupra guvernului georgian în urma Revoluției Ruse din 1917, majoritatea liderilor bolșevici georgieni au plecat în Rusia Sovietică, de unde au condus activitățile conspirative menite să submineze guvernul dominat de menșevici de la Tiflis. O serie de încercări de a provoca o răscoală țărănească împotriva menșevicilor au eșuat în perioada 1918–1919, dar pregătirile pentru o revoltă de mare amploare fuseseră puse deja în mișcare.
Răsturnarea guvernului Republicii Democratice Azerbaidjan de către Armata Roșie în aprilie 1920 a creat un precedent pentru bolșevicii georgieni. Georgia încheiase o alianță militară de apărare cu Azerbaidjanul în anul 1919, dar guvernul menșevic georgian a ezitat să se implice în conflictul ruso-azer. În discursul său din 30 aprilie 1920, premierul georgian Noe Jordania a declarat că țara sa era pregătită să vină în ajutor Azerbaidjanului, cu condiția ca azerii să lupte pentru independența țării lor. Dar, deoarece Armata Roșie a întâmpinat o rezistență minimă din partea forțelor militare azere la Baku, guvernul georgian a ales să nu intervină în ajutorul aliaților săi, iar această decizie a fost puternic criticată de opoziția georgiană. În concluzie, Jordania a declarat că Georgia își va apăra independența, dacă va fi atacată.

## Tentativa de lovitură de stat
Sergo Ordjonikidze, comisar bolșevic al Armatei Roșii în Caucaz și un apropiat al lui Iosif Stalin, a încercat să-l convingă pe liderul rus Lenin să permită o înaintare a Armatei Roșii în Georgia. La 1 mai 1920 guvernul georgian a ordonat mobilizarea și l-a numit în funcția de comandant șef al Armatei Georgiene pe generalul Giorgi Kvinitadze, directorul Colegiului Militar din Tiflis. Bolșevicii georgieni, convinși pe deplin că Armata Roșie își va continua marșul către Georgia, nu au mai ezitat. În urma manifestărilor agitate de Ziua Internațională a Muncitorilor (1 mai) și a tulburărilor din Tiflis, bolșevicii au format și au sprijinit grupuri armate pentru a prelua controlul asupra clădirilor guvernamentale. În noaptea de 2–3 mai, aproximativ 25 de luptători bolșevici au atacat Colegiul Militar din Tiflis ca etapă preliminară pentru preluarea puterii. Generalul Kvinitadze locuia încă acolo, iar el și cadeții săi au rezistat atacului bolșevic, ucigând și rănind mai mulți atacatori. Ulterior, conducătorii revoltei, trei bolșevici armeni, au fost trimiși în fața curții marțiale și apoi au fost executați. Încercarea de a prelua puterea eșuase, iar bolșevicii din Tiflis și din alte orașe georgiene au fost arestați.

## Ciocniri la frontieră
Între timp, Armata Roșie, după ce a ajuns la frontiera azero-georgiană, a continuat să avanseze pe teritoriul Georgiei, aparent din propria inițiativă a lui Ordjonikidze. După ce a reușit să înăbușe tulburările din Tiflis, guvernul Georgiei și-a concentrat toate forțele armate la granița cu Azerbaidjanul și a respins detașamentele Armatei Roșii, lansând o contraofensivă. Guvernul Rusiei a încercat să susțină că această luptă a fost, de fapt, un conflict local între Georgia și Azerbaidjanul sovietic. Confruntați cu un război dificil cu Polonia, sovieticii au ajuns la concluzia că, în aceste circumstanțe, i-ar costa prea mult deschiderea unui al doilea front și ocuparea Georgiei. Lenin a decis pentru moment să renunțe la planurile de sovietizare a Georgiei și a acceptat să poarte negocieri cu delegația georgiană, care se afla la Moscova de la sfârșitul lunii aprilie, cu câteva zile înainte de tentativa de lovitură de stat. La 7 mai 1920, Rusia și Georgia au semnat un tratat de recunoaștere reciprocă.
Tânărul stat nu a reușit să reziste ulterior invaziei Armatei Roșii și s-a prăbușit în februarie și martie 1921, devenind Republica Sovietică Socialistă Gruzină.